# Isaac Cuenca
Joan Isaac Cuenca López (Reus, 27 de abril de 1991) é um ex-futebolista espanhol que atuava como ponta-esquerda.

## Carreira

### Início
Cuenca foi considerado uma das grandes joias do futebol de seu país. Em 2001, aos 10 anos de idade, começou a jogar futebol pelo Espanyol, seu primeiro clube na base, onde permaneceu até o ano de 2003, quando foi observado por um olheiro do Barcelona que se impressionou com o seu futebol e o chamou para uma sessão de teste, e que consequentemente acabou passando. Assinou seu primeiro contrato com a equipe catalã por três anos, jogando até o ano de 2006. No mesmo ano, aos 15 anos de idade, se transferiu para o Reus, clube de uma região de sua cidade, onde apresentou alto destaque e atuou por dois anos. Em 2009 se transferiu novamente, desta vez para o CF Damm, onde jogou uma temporada e logo em seguida, no ano de 2010, retornou para o Barcelona, atuando ao lado de outras grandes promessas, como Andreu Fontàs e Rafael Alcântara, irmão do também jogador Thiago Alcântara e filho do ex-meio campista Mazinho. Com o excesso de jogadores atuando pelo Barcelona B, Cuenca encontrou pouco espaço para atuar, o que resultou em um empréstimo para o Sabadell. Por lá, atuou na posição que mais gosta, de ponta-direita. Atuou em boa parte da Segunda Divisão Espanhola, participando de 32 jogos e marcando quatro gols, o que chamou a atenção de outros clubes do país e do continente europeu.

### Barcelona
No mês de junho de 2011, voltou ao Barcelona B, e para a sua surpresa, foi chamado pelo treinador Josep Guardiola para atuar no time principal do Barcelona. No dia 19 de outubro, Cuenca substituiu o atacante David Villa em um jogo contra o Viktoria Plzeň em partida válida pela Liga dos Campeões da UEFA, jogo em que sua equipe acabou vencendo por 2–0. Seu primeiro gol pelo clube foi no dia 30 de outubro, onde entrou na partida e marcou um dos cinco do Barcelona na vitória sobre o Mallorca.

### Ajax
Entre janeiro e junho de 2013, foi cedido por empréstimo ao Ajax.

### Deportivo La Coruña
Em julho de 2014, deixou o Barcelona em definitivo e assinou por uma temporada com o Deportivo La Coruña.

## Títulos
Barcelona
- Mundial de Clubes: 2011
- Copa do Rei: 2011–12

Ajax
- Eredivisie: 2012–13